# 共产党宣言
《共產黨宣言》（德語：Manifest der Kommunistischen Partei）由卡尔·马克思和弗里德里希·恩格斯自1847年12月至1848年1月用德文撰寫:67。该宣言受共產主義者同盟委托，最初于1848年革命爆发时在伦敦出版，后来被确认为世界上最有影响力的政治著作之一。
共产党宣言总结了马克思和恩格斯关于社会和政治本质的理论，指出“至今一切社会的历史都是阶级斗争的历史”。宣言还指出资本主义必然灭亡、共产主义必将胜利的客观规律。作者在宣言的最后一段中就革命呼吁道“全世界无产者，联合起来！”。

2013年，《共产党宣言》与卡尔·马克思单独所著的《资本论》第一卷被联合国教科文组织列入《世界记忆名录》。

## 发展

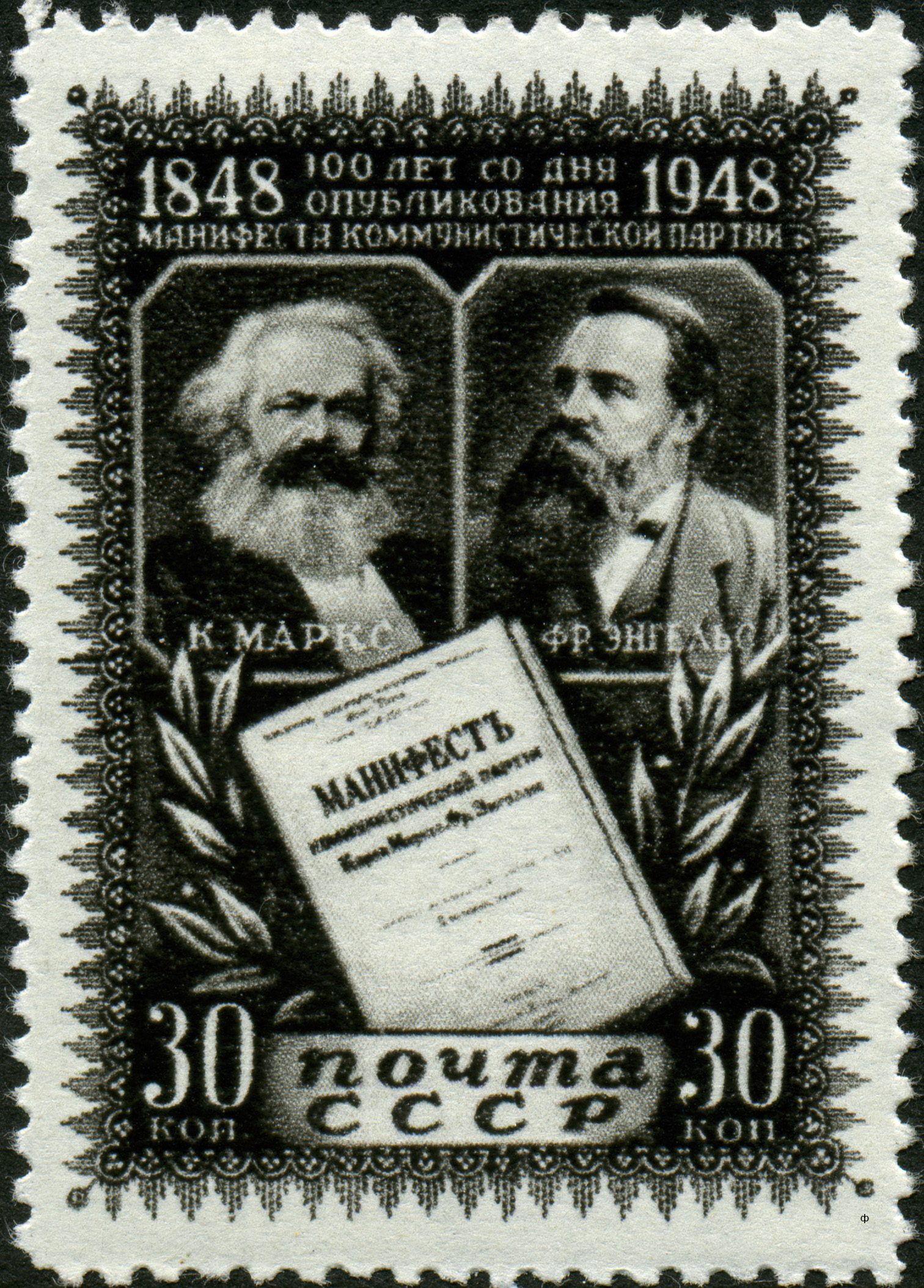
1948年苏联发行的《共产党宣言》发表100周年纪念邮票

《共产党宣言》雖然是馬克思與恩格斯共同起草，但內容文字幾乎是由馬克思自己一人完成，因為馬克思比較不喜歡恩格斯有宗教色彩的教義問答的寫作方式，雖然恩格斯以教義問答体形式撰写的《共产主义原理》是《共产党宣言》的内容的基础来源之一。但無論如何，宣言內容代表馬克思與恩格斯兩人共同的觀點。《共产党宣言》从1872年到1890年间经过了多次修改。从历史上来说，《共产党宣言》为世界各地无产阶级的革命运动提供了良好的理论指导。

### 1848年-1872年
1848 年2月下旬，《共产党宣言》由位于伦敦市无主教门区的利物浦街 46 号的工人教育协会匿名出版。不久后在德国移民报纸《德意志伦敦人报》上连载。3月20日，一千份德文《共产党宣言》到达法国巴黎，并于4月初运往德国。在4月至5月期间，宣言原文因印刷和标点符号错误而修订，马克思和恩格斯将该试行版本的宣言作为《共产党宣言》正式发布的提前预备。
尽管《共产党宣言》的前言指出“用英文、法文、德文、意大利文、弗拉芒文和丹麦文公布于世”，但最初该宣言只是以德语出版的。不久，《共产党宣言》的波兰语和丹麦语的译本在英国伦敦出版，1848 年底，瑞典语译本出版。1850 年 6 月至 11 月，乔治·朱利安·哈尼在他的宪章杂志《红色共和党人》上连载了海伦·麦克法兰对《共产党宣言》的译文，《共产党宣言》首次以英文出版。
1852年底科隆共产主义审判后，共产主义者同盟立即解散。而《共产党宣言》的法文译本是在工人阶级的起义被镇压之前出版的。总部设在德国科隆的共产主义联盟以及马克思参与编辑的报纸《新莱茵报》对于《共产党宣言》的出版发挥了重要作用。1849 年 5 月，《新莱茵报》创刊不到一年就被迫停刊，马克思被驱逐出德国，不得不在英国伦敦寻求终身庇护。1851年，共产主义者同盟中央委员会的成员被普鲁士警察秘密逮捕。1852年年底，在科隆的审判中，共产主义者同盟中央委员会的成员被判处3-6年监禁。
1848年革命失败后，《共产党宣言》在19世纪50年代到60年代出版速度减慢。在接下来的二十年里，《共产党宣言》只出版了几个译本，其中包括米哈伊尔·巴枯宁在日内瓦的1869年俄文译本和在德国柏林的1866年德文版（这是《共产党宣言》首次在德国出版）。

### 1872年-1917年
在19世纪70年代初期，《共产党宣言》经历了命运的复兴。1872年，马克思和恩格斯出版了《共产党宣言》新的德文版本，并增写了一篇序言。新的德文版本的德文书名标题首次被缩短为“Das Kommunistische Manifest”，此后新出版的德文版《共产党宣言》均采用这一标题。1871 年至 1873 年间，《宣言》以六种语言出版了九个版本。1871年12月30日，它首次通过Woodhull & Claflin's Weekly of New York City在美国出版。
在接下来的四十年里，随着革命潮流高涨，《共产党宣言》也随之以三十种语言出版了数百种版本。马克思和恩格斯为1882年的俄文版写了一篇新的序言，由格奥尔基·普列汉诺夫在日内瓦翻译，作为《共产党宣言》俄文译本的序言。1883年马克思逝世后，恩格斯为1888年至1893年间出版的《宣言》五个译文版本提供了序言。其中包括由塞缪尔·摩尔翻译并得到恩格斯的授权的1888年的英文版，恩格斯还在1888年的英文版全文中提供了注释。从此以后，1888年的英文版一直是《共产党宣言》标准的英语版本。
就《宣言》出版版本而言，其影响的主要地区包括欧洲中部，从俄罗斯到法国。相比之下，《宣言》对欧洲西南和东南部的政治影响不大，在欧洲北部的影响力也不大。在欧洲以外，出现了《共产党宣言》的中文和日文译本，拉丁美洲出版了西班牙文版。《宣言》的第一个中文版是朱执信在1906年俄国革命后在同盟会报纸上翻译的，但是翻译的并不完整。《共产党宣言》受欢迎程度的不均衡的地理分布反映了社会主义运动在特定地区的发展以及马克思主义社会主义的传播。

### 1917年至今
1917年，十月革命取得胜利，依照马克思主义的思想理论运转的社会主义国家苏俄建立。1922年苏联成立。苏联成立后，苏联政府重视《共产党宣言》的出版发行与印刷。十月革命的胜利使得革命者看到了马克思主义的曙光，这也进一步促进了《共产党宣言》的传播。二战以后，《共产党宣言》各种语言的版本在世界各地广泛出版印刷。直至1991年苏联解体以后，《共产党宣言》仍然在全世界广泛传播。

## 各语言译本情况

### 中文译本
1906年，中国近代革命家朱执信在《德意志社会革命家小传》一文中介绍了马克思、恩格斯的活动，并在该文中摘译了《共产党宣言》的部分内容。
1908年，由中国留日学生何殷震主笔的女权主义及无政府主义杂志《天义报》刊登了《共产党宣言》第一部分的译文，译者署名“民鸣”，有说法指民鸣翻译了《共产党宣言》全文，但至今未发现任何证据。
目前学术界公认最早的《共产党宣言》中文全译本是由陈望道于1920年根据英文版和日文版翻译出来的版本，并于1920年8月通过上海“社会主义研究社”出版。初版由于排版错误，误将封面书名印成“共党产宣言”，9月出版第二版时予以更正。
最早将《共产党宣言》根据德文原版翻译成中文的是成仿吾和徐冰，1938年出版，同时也是最早的中共官方翻译版。中华人民共和国成立后，中共中央编译局（现已并入中共中央党史和文献研究院）推出了多个译本，此外还有多个由其他机构和个人翻译的中文译本。

### 俄文译本
1869年 ，第一版俄语共产党宣言在日内瓦举行。译本的作者为米哈伊尔·亚历山德罗维奇·巴枯宁，尽管译者没有列在书上。
1882年 ，格奥尔基·普列汉诺夫翻译的共产党宣言在日内瓦出版，马克思和恩格斯编写的1882年俄文版序言也随着该版本的出版首次发布。
1903年，弗拉基米尔·亚历山德罗维奇·波塞（弗拉基米尔·波塞，Vladimir Posse）翻译的《共产党宣言》俄语版出版。
1906年，瓦茨拉夫·沃罗夫斯基翻译的《共产党宣言》俄语版出版。
1932年，弗拉基米尔·阿多拉茨基（Vladimir Adoratsky）翻译的《共产党宣言》俄语版出版。
1939年，苏联马克思-恩格斯-列宁研究所《共产党宣言》的集体翻译俄语版出版
1948年 ，IMEL宣言周年纪念版发行（1939年翻译修订）
1955年，由苏共中央马克思恩格斯列宁斯大林研究所编写的卡尔·马克思和弗里德里希·恩格斯“作品”（第4版）第2卷出版。该卷包括最新版本的《共产党宣言》译本。

## 评价与反响

### 正面评价
《共产党宣言》对十九世纪末二十世纪初思想家的思想产生了巨大影响，是各国共产党纲领的基本文件。
弗拉基米尔·列宁表示：“这本书篇幅不多，价值却相当于多部巨著。它的精神至今还鼓舞着、推动着文明世界全体有组织的正在进行斗争的无产阶级。”
苏共中央马克思列宁研究院院长彼得·波斯佩洛夫说：“马克思和恩格斯教导全世界的无产阶级要意识到自己的力量，认识到自己作为资本主义掘墓人的伟大历史使命。代替人类更美好未来的梦想，他们把世界革命性变革的科学，资本主义死亡的历史规律和新的经济和政治制度的建立放在一起，其基础是生产资料的公有制。”
英國托洛茨基主義歷史學家克里斯·哈曼（Chris Harman）在2003年指出，《宣言》中的一些段落預測了對全球化的最新研究。根据他志同道合的亚历克斯·卡利尼科斯（Alex Kallinikos）的说法，这是“真正的二十一世纪的宣言”。
在宣言发表150周年之际，出版了《社会主义登记册》特刊，英国哲学家彼得·奥斯本（Peter Osborne）声称《共产党宣言》是“十九世纪最有影响力的文本"。
翁贝托·艾柯称《共产党宣言》是“政治雄辩的杰作”。
中国共产党中央总书记、中国国家主席习近平表示：“《共产党宣言》发表170年来，马克思主义在世界上得到广泛传播。在人类思想史上，没有一种思想理论像马克思主义那样对人类产生了如此广泛而深刻的影响。”
中共中央组织部原部长张全景表示：“《共产党宣言》是马克思主义的百科全书，是马克思主义哲学、政治经济学、科学社会主义、党的建设思想的集中体现。书中全面系统地阐明了马克思主义的基本原理，特别是历史唯物主义和科学社会主义的基本原理，揭示了资本主义必然灭亡、社会主义必然胜利的趋势和途径。”
2013年，《共产党宣言》文献遗产联合国教科文组织被列为《世界记忆名录》。

### 反响
相對地，修正馬克思主義和改革社會主義者爱德华·伯恩施坦等批評家則區分了早期「不成熟」的馬克思主義（以馬克思和恩格斯在青年時期所寫的《共產黨宣言》為例）和後期「成熟」的馬克思主義，前者因其暴力的布朗基主義傾向而遭到他的反對，而後者則是他所支持的。後一種形式是指馬克思晚年似乎聲稱，在某些情況下，社會主義可以透過民主社會的立法改革，以和平的方式來實現。伯恩施坦宣稱，《共產黨宣言》中所聲稱的龐大且同質的勞工階級並不存在，而且與無產階級大多數出現的說法相反，中產階級在資本主義下不斷成長，而非如馬克思所言正在消失。馬克思本人在晚年的著作《剩餘價值理論》（Theories of Surplus Value，1863 年）中承認小資產階級並沒有消失。後期著作的晦澀不明意味著馬克思對這個錯誤的承認不為人所知。

## 纪念邮票
在《共产党宣言》发表一百周年之际的1948年，苏联发行了两枚纪念该宣言的邮票，面额和颜色不同，上面有马克思、恩格斯的肖像和俄文版《宣言》的扉页。1966年，《共产党宣言》的标题和马克思和恩格斯的肖像被印刷在东德纪念德国统一社会党成立20周年的邮票上。2020年，在临近中国共产党成立一百周年之际，中国邮政发行了一枚邮票，以纪念《共产党宣言》中文版首次完整出版100周年，该邮票描绘了首次完整翻译该宣言为中文版本的陈望道以及《共产党宣言》中文版的封面。

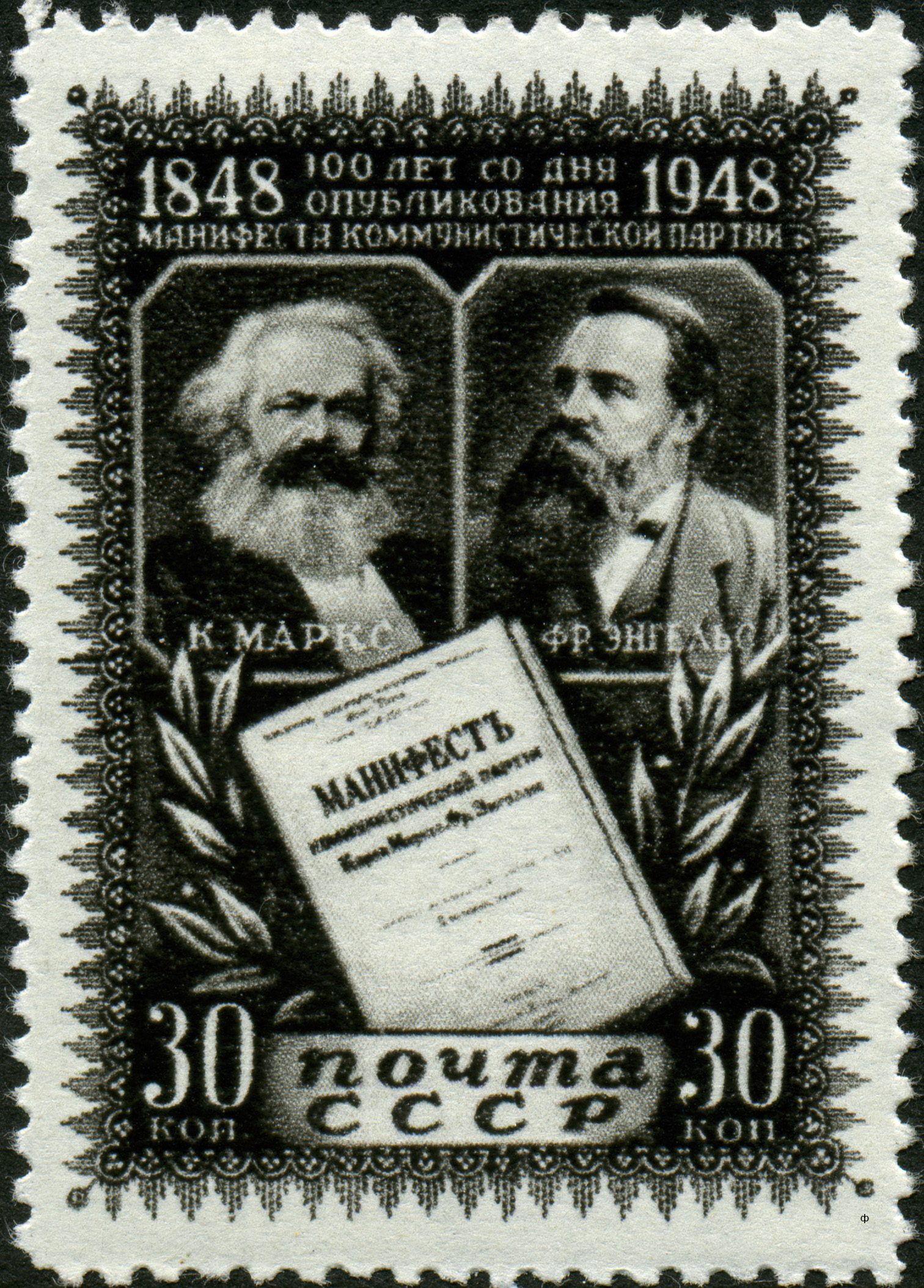
1948年苏联发行的《共产党宣言》发表100周年纪念邮票之一
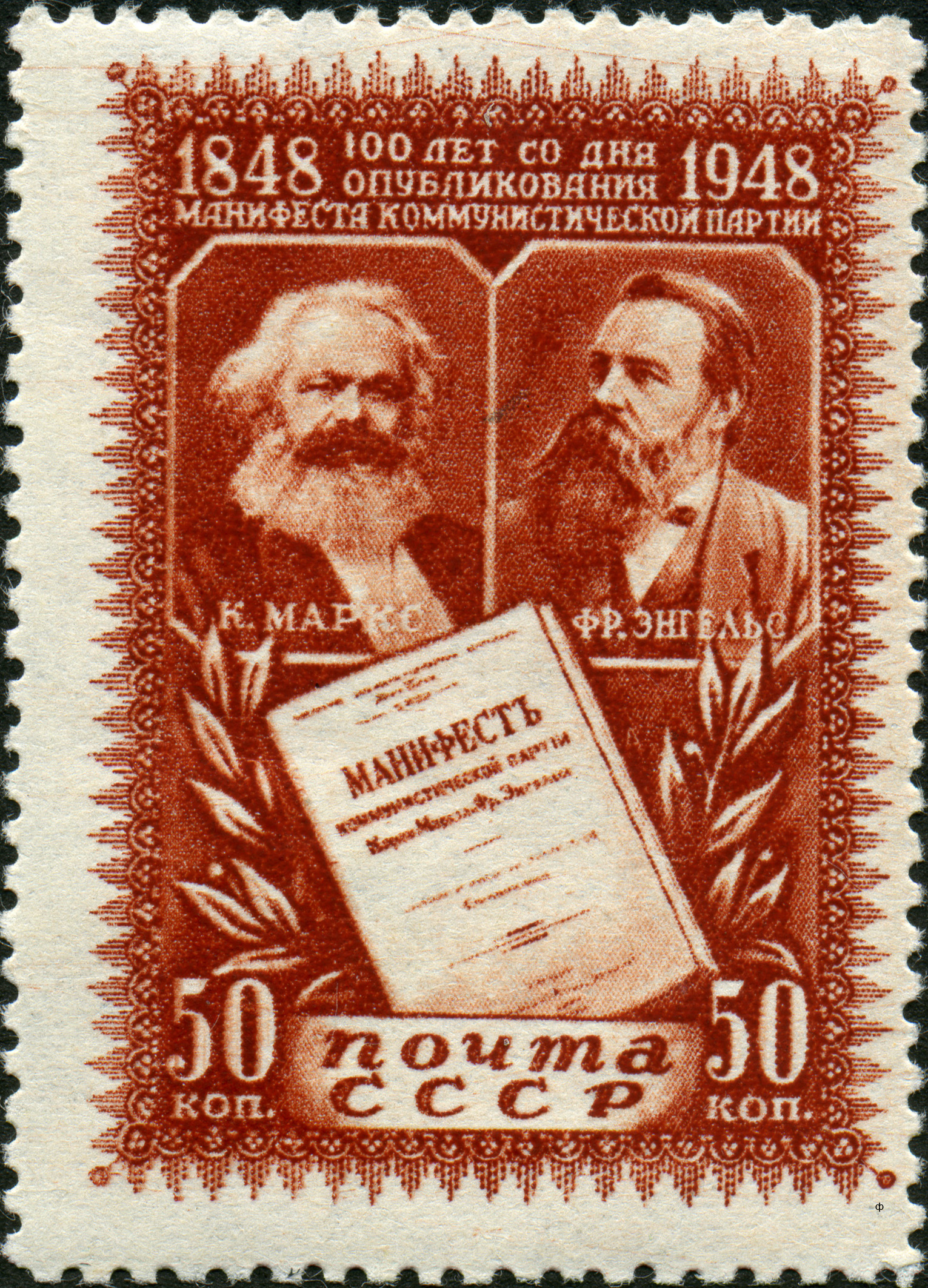
1948年苏联发行的《共产党宣言》发表100周年纪念邮票之一

## 延伸阅读
[在维基数据编辑]
 在维基文库阅读本作品原文（ 在维基共享资源阅览影像、分类）
 《共產黨宣言 (天義報)》
 《共產黨宣言 (陳望道)》
 《共產黨宣言 (博古)》